# Lakshmi Kant Jha
Lakshimi Kant Jha (Darbhanga, 22 de noviembre de 1913-Nueva Delhi, 1988) fue un abogado y político indio. Ingresó joven al partido Congreso Nacional Indio.
Inició su carrera en la administración pública en 1964, como secretario del primer ministro Lal Bahadur Shastri, y luego de Indira Gandhi. En 1967 fue presidente del Banco de la Reserva India, y posteriormente presidente del Reed Business Information (RBI). En 1970 fue embajador en Estados Unidos y 1971-1973 ante Naciones Unidas. A su regreso fue designado Gobernador General del estado de Jammu y Cachemira, cargo que desempeñó hasta febrero de 1981.
Autor de libros como: “El señor de la burocracia” y “Estrategia económica de los años 80: las prioridades para el séptimo plan”.
| Predecesor: Bhagwan Sahay | Gobernador General de Jammu y Cachemira 1973-1981 | Sucesor: Braj Kumar Nehru |

- Datos: Q3764143
- Multimedia: Lakshmi Kant Jha / Q3764143